# Paypayrola hulkiana
Paypayrola hulkiana är en violväxtart som beskrevs av August Adriaan Pulle. Paypayrola hulkiana ingår i släktet Paypayrola och familjen violväxter. Inga underarter finns listade i Catalogue of Life.